# قط سوكوكي
قط سوكوكي المعروفة أيضاً باسم Khadzonzo (بالإنجليزية: قط سوكوكي)‏ ، هي سلالة طبيعية تطورت في الآونة الأخيرة من القطط المنزلية الهجينة، معترف بها من قبل منظمتين رئيسيتين لتسجيل سلالات القطط كسلالة رسمية. سميت على اسم محمية غابة Arabuko Sokoke [الإنجليزية] الوطنية بكينيا، والتي هي بيئة ال Khadzonzo الأصلي الذي تطورت منه هذه السلالة.